# Szegedi Ferenc
Szegedi Ferenc, „Fecsó” (Budapest, 1980. január 20. –) üzletember, építész, munkavédelmi szakmérnök, tűzvédelmi előadó.

## Tanulmányai
Dunavarsányban nőtt fel. Középiskolai tanulmányait a Kaesz Gyula Faipari Technikum és Szakközépiskolában végezte el, ahol szakmai versenyek döntőseként, faipari technikusként végzett. Ezt követően az YBL Miklós Építőipari Műszaki Főiskolán  végezte el az építészmérnöki, majd az építész tervezői szakot, és részben párhuzamosan elvégezte a Budapesti Műszaki Egyetemen a munkavédelmi szakmérnöki másoddiplomás képzést. Az egyetem alatt a Graphisoftnál dolgozott szoftvertesztelőként.

## Karriere

### Munka- és tűzvédelem
2005–2010: a Strabag-MML Kft. munkavédelmi vezetője lett, és évekig ellátta a 4-es metró építésének biztonsági vezetői feladatait is. 2008-ban megalapította az AURAPRO Munka-, Tűz-, Környezetvédelmi Kft.-t. 2010-től már főállású vállalkozóként tevékenykedett. 2023-ra 40 szakemberrel látják el 150 cég havi átalánydíjas munka- és tűzvédelmi feladatait.
Munka-és tűzvédelmi szolgáltatás területén a hazai piacvezető cégek között vannak.[forrás?]

### Ingatlanfejlesztés
Építészmérnöki, és építész tervezői képesítése mellett rendelkezik műszaki ellenőri, ingatlanközvetítői, és ingatlanértékbecslői, valamint társasházkezelői képesítéssel is.
2015-ben megalakította a Bauer Projekt Kft.-t. 2019-re szakmailag és üzletileg sikeresen befejezte a 60 lakásos Bauer Residence társasház építését a Budapest, VIII. kerület, Bauer Sándor utcában.
Több nagyobb ingatlanfejlesztési projekt előkészítését elvégezte (pl. Sweet Corner, Kőris Corner).
2022-ben megvásárolt egy 10 hektáros belterületi telket Epölön. Miután elvégezte az út- és közműépítést, 130 családi házat fog építeni egységes stílusban. 
Minden ingatlanfejlesztésére igaz, hogy képes akár komoly anyagi áldozatot is vállalni annak érdekében, hogy valódi építészeti értéket, élhetőségi élményt teremtsen.[forrás?]

### Sport
5 éves korában kezdett el úszni, és többszörös korosztályos országos bajnokként, 20 évesen hagyta abba a versenyszerű úszást a tanulmányai miatt.
Megkapta a kiváló tanuló, kiváló sportoló kitüntetést, mely kitüntetést a Honvédelmi Minisztérium Sportért Felelős Államtitkársága koordinál. 
2005-től a RETR-O-SC vízilabda klub alelnöke, igazolt játékosa. A Budapest Bajnokságban többször állt dobogón.

## TV-műsorok
- 2017: Feleségek luxuskivitelben (Viasat 3)
- 2018-ban akkori feleségével, Vasvári Viviennel megnyerte a Nyerő Párost (RTL Klub)
- 2018-tól: Észbontók (Viasat), Gyertek át (RTL), Nicsak ki vagyok (TV2), Ninja Warrior VIP (TV2), Love Bistro (TV2), Activity (LifeTV), Sztárbox (RTL Klub), Breaking (LifeTV), Fort Boyard az erőd (RTL Klub)

A szereplést csak saját szórakoztatása miatt vállalja[forrás?], magát hobbicelebnek tartja.

## Magánélete
Édesapja, Szegedi Ferenc a Petőfi Sándor MGTSZ főmérnöke, majd a rendszerváltás után faipari vállalkozó volt. Édesanyja, Kozár Erzsébet – aki az édesapjának negyedik felesége volt – a 2-es metró forgalomirányítójaként dolgozott. Féltestvére az édesapja harmadik házasságban született Szegedi Róbert, édestestvére Szegedi Lilla.
2018-ban feleségül vette Vasvári Vivient, akitől Miami Beach-en (USA) megszületett első fia, Szegedi Edward Ferenc. A pár 2020-ban elvált. 2023-ban Géczi Beatrixtól (Blondie) megszületett második fia, Szegedi Elliot Ferenc, szintén Miami Beach-en. Mindkét gyermek így amerikai-magyar kettős állampolgár. 2024 áprilisában Géczi Beatrixtól született meg harmadik gyermeke, Szegedi Evron Ferenc.

## Társadalmi felelősségvállalása
2021-ben megalapította az Ifjú Titánok alapítványt, amely azt tűzte ki célul, hogy hátrányos helyzetű fiatalokat támogat a sport, tanulás, művészet területén.